# Thunbergia grandiflora
Тунбергія великоквіткова (Thunbergia grandiflora) — вид рослини родини.

## Назва
В англійській мові має назву «Бенгальська годинникова ліана» (англ. Bengal clockvine).

## Будова
Ліана із задерев'янілим стеблом до 20 м довжини з широкими лопатевими листками та суцвіттями фіолетових чи білуватих трубчастих квіток з блідожовтими трубками до 4 см довжини та 7,5 см ширини. Має велику кореневу систему, що досягає 70 кг ваги і може руйнувати береги річок, фундаменти тощо.

## Поширення та середовище існування
Зростає у північній Індії. Рослина — небезпечний інвазійний вид у Австралії, де поширилася з садків у дику природу.

## Практичне використання
Вирощується як декоративна рослина.

## Галерея

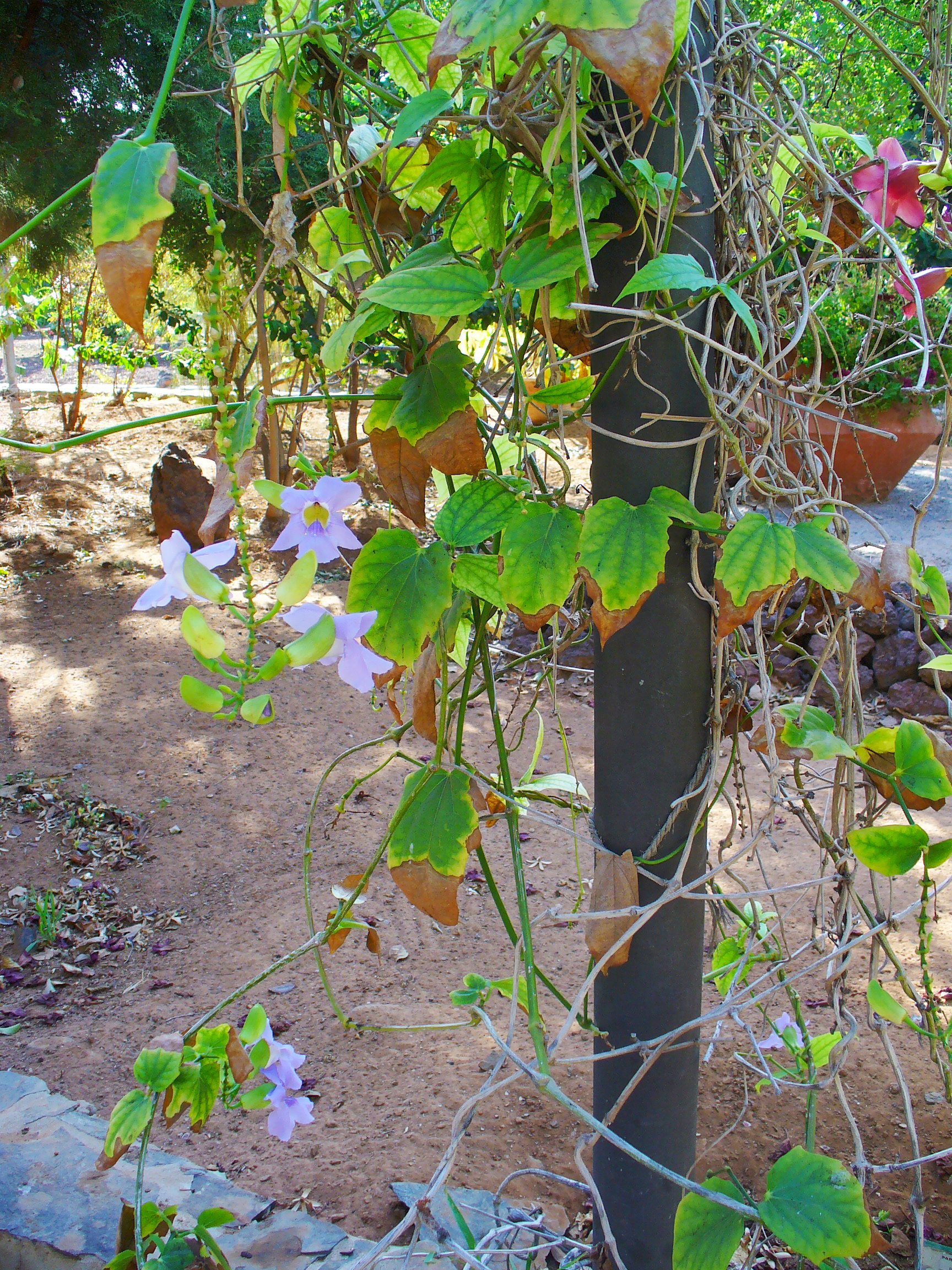
Загальний вид рослини
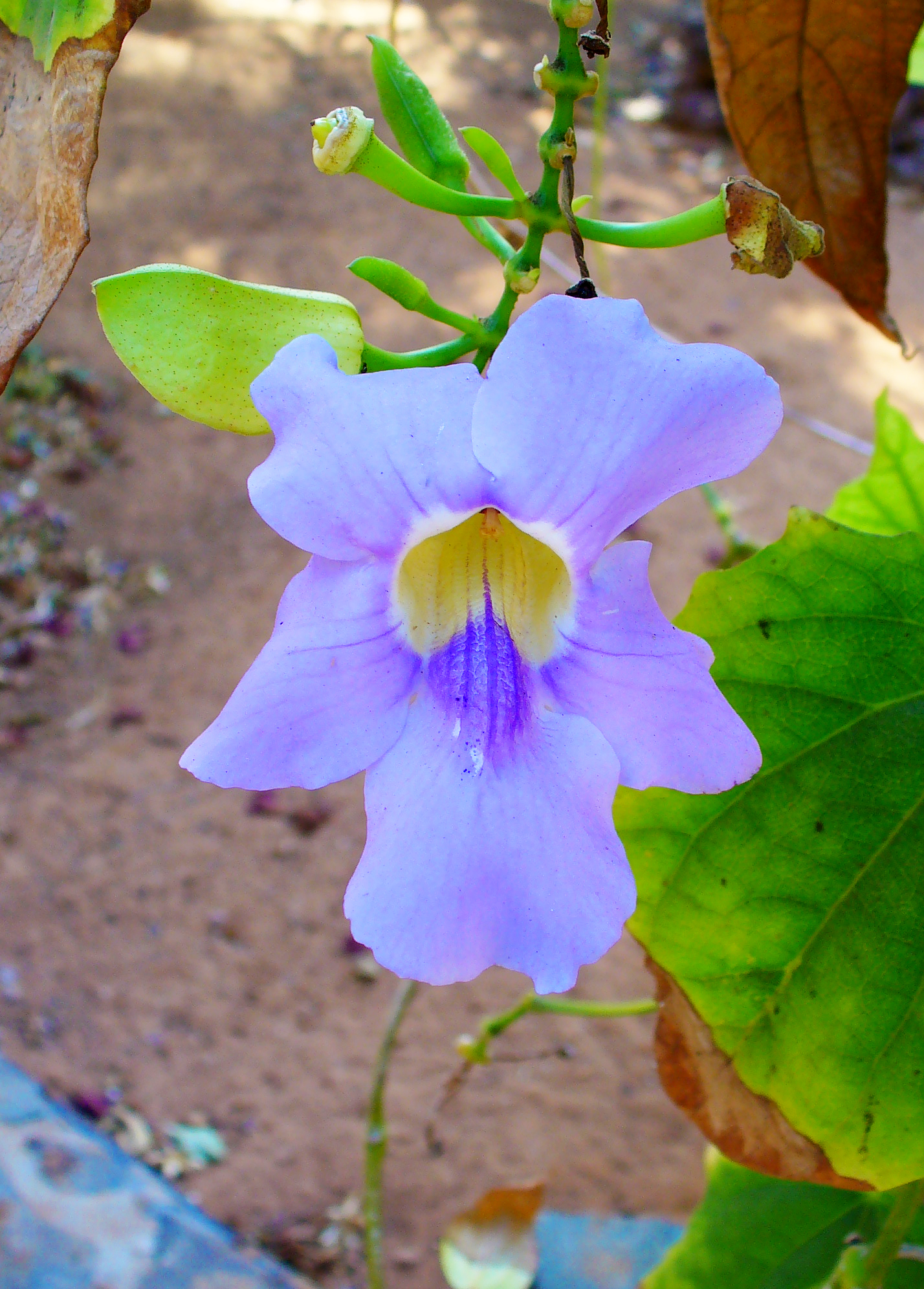
Квіти
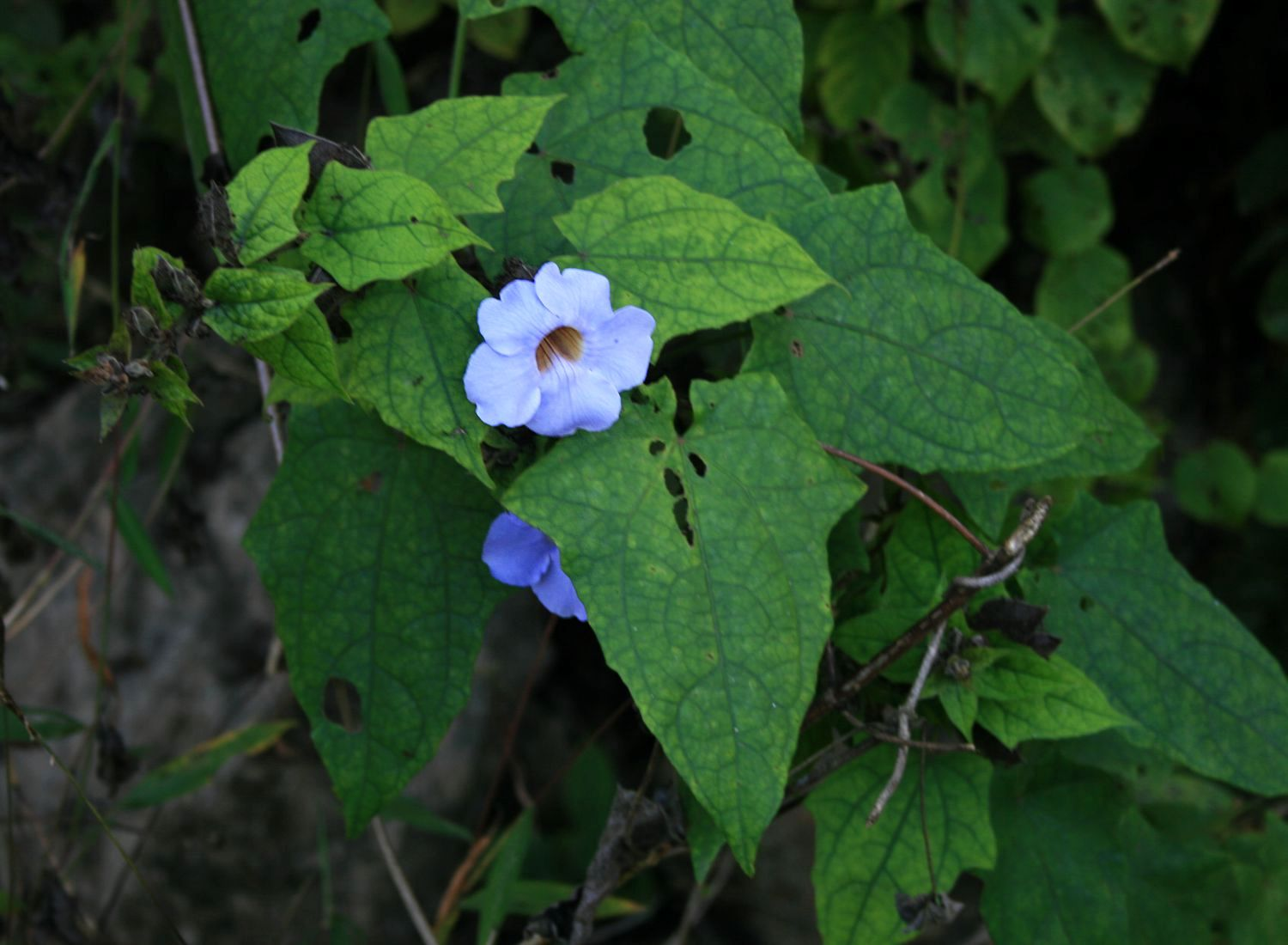
Листя та квітка